# 浜川祥枝
浜川 祥枝（はまかわ さかえ、正式には、濱川祥枝、男性、1923年12月18日 - 2006年9月25日 ）は、ドイツ文学者。東京大学名誉教授。

## 経歴
東京府（現東京都）生まれ。旧制府立高等学校を経て、1945年9月東京帝国大学法学部政治学科卒、南海電鉄勤務ののち、1952年東京大学独文科卒。ドイツ学術交流会の奨学金を受けて、
西ドイツ・ミュンヘン大学へ留学ののち、1955年中央大学文学部助教授、1967年東京大学文学部助教授、1973年教授。1984年定年退官、名誉教授、成城大学教授、1994年退職。
2006年9月25日死去、享年82歳。

## 著書
- 『現代ドイツ語 初級から中級へ』白水社、1975
- 『ドイツ文法の初歩』白水社、1978.9
- 『ひとくぎり』私家版、1984.5
- 『続・ひとくぎり』私家版、1994.4

### 共編著
- 『前置詞・接続詞』井原恵治共著　白水社,ドイツ語学文庫、1958
- 『フロイト精神分析物語 フロイト思想の実像を描く』共編.1978.2　有斐閣ブックス
- 『独和大辞典』共編（編者代表：国松孝二）　小学館、1985.1
- 『クラウン独和辞典』共編　三省堂、1991.3

### 翻訳
- 『ユング著作集 第4 人間心理と宗教』日本教文社、1956、新版・改訂版刊、オンデマンド版2014
- 『フロイド選集 第13巻 生活心理の錯誤』日本教文社、1958、新版・改訂版刊、オンデマンド版2015
- ケスラー『楽しいドイツ語』全3巻　国松孝二、酒井良夫共訳 白水社、1959-60
- 『ザルテン動物文学全集 6　十五匹のうさぎ』白水社、1961
- アルベルト・シュワイツァー『生への畏敬』世界人生論全集 第14　筑摩書房、1962
- ヘッセ『デーミアン』世界の文学 第37  中央公論社、963
- メーリケ『旅の日のモーツァルト』世界文学全集. 第47.新潮社、1964
- ザルテン『のうさぎのはなし』フレーベル館、1964
- 『フロイト著作集 第3.ある幻想の未来、文化への不満』人文書院、1969
- 『トーマス・マン全集 12　書簡』新潮社,1972
- 『ミンナ・フォン・バルンヘルム 賢者ナータン　レッシング名作集』白水社、1972
- 『世界文学全集 17 レッシング』「エミーリア・ガロッティ」講談社、1976
- 『ゲーテ全集 6　親和力』潮出版社、1979.5、新装版2003
- ジーグリト・ホイク『かがやく星を道しるべに ホアン・アラベドラの原詩にもとづくクリスマス物語』新教出版社、1994.10
- シラー『ヴァレンシュタイン』岩波文庫、2003.5.
- バルバラ・吉田=クラフト『日本文学の光と影 荷風・花袋・谷崎・川端』吉田秀和共訳　藤原書店、2006.11